# موزه خانگی لئوپولاد و مستیسلاو روستروپوویچ‌ها
موزه خانگی «لئوپولاد و مستیسلاو روستروپوویچ‌ها ((به ترکی اذربایجانی- Leopold və Mstislav Rostropoviçlərin ev-muzeyi)) - این، موزه در خانه‌ای واقع است که، ویولنیست مشهور جهان، «مستیسلاو روستروپوویچ» آنجا تولد یافته و عنفوان کودکیش را سپری نموده‌است. موزه مذکور در ۴ ماه مارس سال ۲۰۰۲ میلادی افتتاح گردیده‌است.

## نمایشگاه
در نمایشگاه موزه مطالب و قطعات زیبایی که دوره‌های کودکی، جوانی و دوران‌های شکوفایی زندگی و آفرینش ایشان را جلوه می‌دهند، به نمایش گذاشته شده‌اند.
نمایشگاه موزه دو بخش دارد. در بشخ اول، صفای خانه‌ای که اعضای خانواده «روستروپوویچی‌ها» ساکن بودند و همچنین محیط آن روزگار انعکاس یافته‌است. نامه نوشته شده از سوی «لئوپولد روستروپوویچ» به پسرش در سال ۱۹۴۲ (میلادی)، در میان اشیاء نمایشی موزه هست.
این نامه همواره تکیه گاهی معنوی برای «مستیسلاو روستروپوویچ» بوده‌است.
در بخش دوم نمایشگاه، لحظات مهم زندگی و آفرینش «مستیسلاو روستروپوویچ» و مطالب اثبات کننده پیوندهای ایشون با باکو به نمایش گذاشته شده‌اند. در موزه فیلم‌هایی دربارهٔ «مستیسلاو روستروپوویچ»، کاست‌های صوتی و لوح‌های فشرده که صدای آنها با همراهی رهبر ارکستر ضبط شده‌است، وجود دارد.
موسیقی‌ها (بتهوون) و موسیقی‌های سمفنیک با رهبری ارکستری ایشان در موزه همیشه روشن هستند. اینجا گاهی موسیقی ششمنین سمفنی «پیوتر ایلیچ چایکوفسکی» یکی از محبوب‌ترین آثار «مستیسلاو روستروپوویچ» نیز پخش می‌شود. ایشان در سال ۱۹۷۴ (میلادی) در تالار بزرگ کنسرواتوار مسکو، قبل از آنکه از مسکو به خارج رفتند، در شب خداحافظی رهبر ارکستر این اثر بودند.
در موزه خانگی، ساعت به تاریخ فوت «مستیسلاو روستروپوویچ» یعنی به ساعت ۱۴:۰۸ کوک شده‌است.